# Bioba Barutaen
Bioba Barutaen is een bestuurslaag in het regentschap Kupang van de provincie Oost-Nusa Tenggara, Indonesië. Bioba Barutaen telt 717 inwoners (volkstelling 2010).